# 하세가와 히데카즈

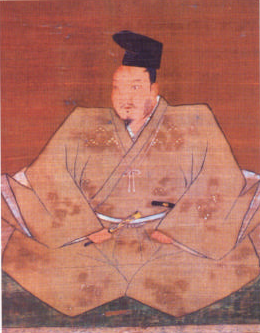
하세가와 히데카즈

하세가와 히데카즈(일본어: 長谷川秀一, 생년 미상 ~ 분로쿠 3년(1594년 2월))는 센고쿠 시대부터 아즈치모모야마 시대까지의 무장, 다이묘이다.